# Rosplenica perłowa

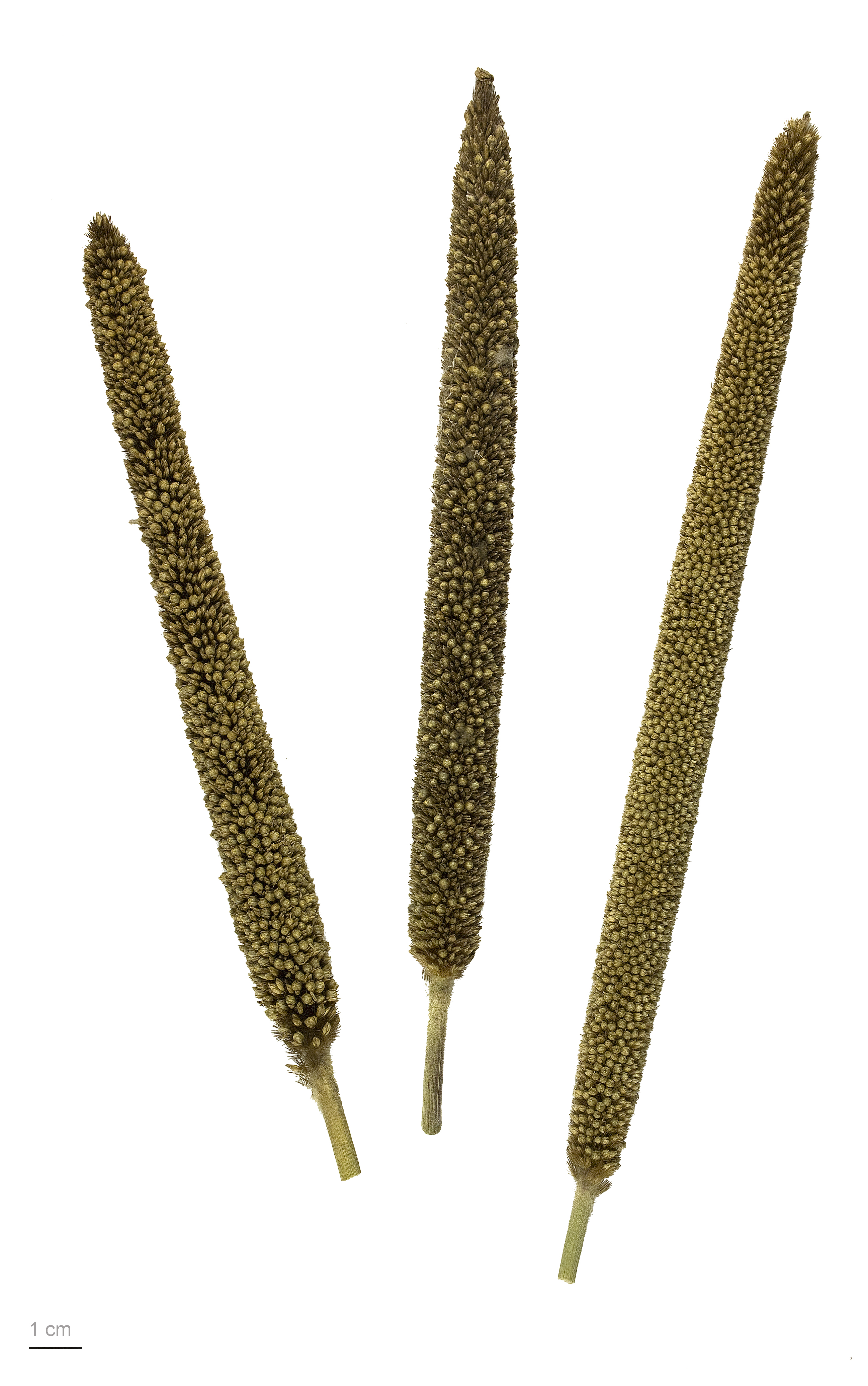
Pennisetum glaucum

Rosplenica perłowa, rozplenica perłowa (Pennisetum glaucum (L.) R. Br.) – gatunek rośliny jednorocznej z rodziny wiechlinowatych. W stanie dzikim pochodzi z Afryki. Uprawiana w Afryce, Arabii Saudyjskiej, w Indiach, W Europie (Francja, Hiszpania), w USA.

## Morfologia
ŁodygaWysoka do 3 m, cylindryczna, mocno ulistniona.
LiścieDuże i bardzo duże, szerokości 3–6 cm,  dochodzą do 1 m długości.
KwiatyZebrane w kwiatostan kłosokształtny, zbity w cylindryczną wiechę, prosty, twardy, długości 8–10 cm i średnicy do 3 cm.
OwoceZiarniaki. W jednym kwiatostanie może być ich tysiąc i więcej.

## Nazewnictwo i synonimy
Inne nazwy: proso perłowe, proso afrykańskie, trawa słoniowa.
Synonimy: 
- Alopecurus typhoides Burm. f.
- Chaetochloa glauca (L.) Scribn.
- Chamaeraphis glauca (L.) Kuntze
- Holcus spicatus L.
- Panicum glaucum L. (basionym)
- Panicum spicatum (L.) Roxb.
- Pennisetum americanum (L.) Leeke
- Pennisetum leonis Stapf & C. E. Hubb.
- Pennisetum spicatum (L.) Körn.
- Pennisetum typhoides (Burm. f.) Stapf & C. E. Hubb.

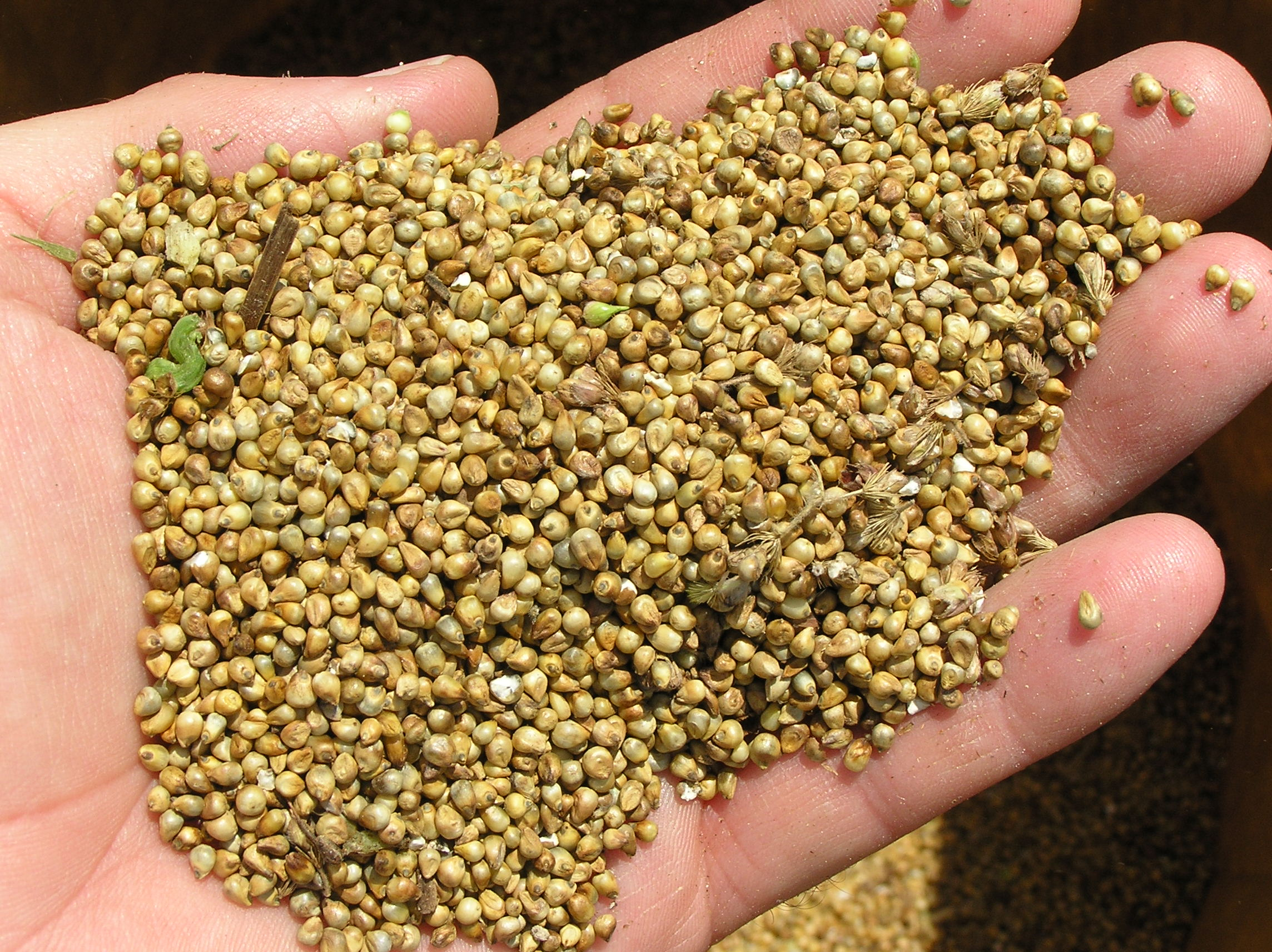
Nasiona

- Pennisetum typhoideum Rich.
- Setaria glauca (L.) P. Beauv.

## Zastosowanie
- Roślina bardzo plenna, używana jako roślina paszowa.
- Z ziarna bogatego w białko i tłuszcz wyrabia się mąkę, kaszę, piwo.
- Roślina ozdobna - w formie wysuszonej wykorzystywana na suche bukiety.